# نهر إليوت الجليدي
نهر إليوت الجليدي هو نهر جليدي يقع فوق جبل هود، ولاية أوريغون، الولايات المتحدة.